# 龜背魯褒介
龜背魯褒介（学名：Lubocytherella raptilis）为尾花介科魯褒介屬下的一个种。